# Domino Theory
Domino Theory è il quattordicesimo album in studio del gruppo musicale statunitense Weather Report, pubblicato nel 1984.

## Tracce
1. Can It Be Done – 4:02
2. D Flat Waltz – 11:10
3. The Peasant – 8:16
4. Predator – 5:21
5. Blue Sound - Note 3 – 6:52
6. Swamp Cabbage – 5:22
7. Domino Theory – 6:09